# 平成28年度全国高等学校総合体育大会
平成28年度全国高等学校総合体育大会（へいせい28ねんどぜんこくこうとうがっこうそうごうたいいくたいかい）は、2016年（平成28年）7月から2017年（平成29年）2月にかけて行われた全国高等学校総合体育大会である。
実施34競技のうち、30競技による夏季大会が2016年7月28日 - 8月20日を開催期間として中国ブロック5県で、冬季大会の4競技が競技種目ごとに下記開催地および開催期間にてそれぞれ実施された。

## 夏季大会
夏季大会は、岡山県を中心とする中国地方で開催された。総合開会式は7月28日。

### 概要
- 愛称：2016 情熱疾走 中国総体[2]
- スローガン：「美しく咲け 君の笑顔と努力の華」[2]
- 総合開会式：ジップアリーナ岡山[1]
- 開催地：岡山県（総合開会式など）、鳥取県、島根県、広島県、山口県
- 特別協賛：大塚製薬
- 協賛：JTB・マイナビ・カンコー学生服・P&P浜松

### 実施競技・会場一覧

#### 岡山県
- 陸上競技（シティライトスタジアム）
- 水球（児島マリンプール）
- 卓球（きびじアリーナ）
- ソフトテニス（備前テニスセンター）
- バドミントン（ジップアリーナ岡山、岡山市総合文化体育館）
- 剣道（ジップアリーナ岡山）
- 登山（蒜山、毛無山）
- ウエイトリフティング（笠岡総合体育館）
- 少林寺拳法（宮本武蔵顕彰武蔵武道館）

#### 鳥取県
- 相撲（鳥取県民体育館）
- 弓道（鳥取県立武道館）
- 自転車競技（トラック、倉吉自転車競技場）
- ホッケー（鳥取県立八頭高等学校ホッケー場、鳥取県立布勢総合運動公園）

#### 島根県
- 体操競技（島根県立体育館）
- 新体操（松江市総合体育館）
- テニス（松江市営庭球場、安来運動公園庭球場）
- 柔道（島根県立浜山体育館）
- ボート（島根県さくらおろち湖ボート競技施設）

#### 広島県
- 水泳、競泳（広島市総合屋内プール）
- 水泳、飛び込み（福山市緑町公園屋内競技場）
- バスケットボール（広島県立総合体育館、広島サンプラザ、マエダハウジング東区スポーツセンター、広島市安佐北区スポーツセンター）
- サッカー（広島広域公園陸上競技場、コカ・コーラウエスト広島スタジアム、呉市総合スポーツセンター、広島県立びんご運動公園陸上競技場、福山市竹ヶ端運動公園陸上競技場、みよし運動公園陸上競技場、東広島運動公園陸上競技場）
- ボクシング（広島市中区スポーツセンター）
- 自転車競技（ロード、広島県立中央森林公園サイクリングロード）
- ソフトボール（尾道市御調ソフトボール球場）
- レスリング（東広島運動公園体育館）
- アーチェリー（コカ・コーラウエスト広島スタジアム）

#### 山口県
- バレーボール（維新百年記念公園スポーツ文化センター、やまぐちリフレッシュパーク総合体育館（男子のみ）、宇部市俵田翁記念体育館（男子のみ）、ソルトアリーナ防府（女子のみ））
- ハンドボール（周南市総合スポーツセンター、周南市鹿野総合体育館、光市総合体育館、下松市下松スポーツ公園体育館）
- フェンシング（岩国市総合体育館）
- 空手道（ながと総合体育館）
- なぎなた（山口県立下関武道館）
- カヌー（中山湖）

#### 和歌山県
- ヨット：和歌山セーリングセンター

## 冬季大会
- スケート・アイスホッケー[注釈 1]：2017年1月19日から23日まで栃木県で開催[4]。
  - アイスホッケー：栃木県立日光霧降アイスアリーナ、日光市細尾ドームリンク（日光市）[4]
  - スピードスケート：日光市霧降スケートセンター（日光市）[4]
  - フィギュアスケート：宇都宮市スケートセンター（宇都宮市）[4]
- スキー[注釈 1]：2017年2月2日から6日まで群馬県で開催。

### ラグビーフットボール大会
ラグビーフットボール大会は、第96回全国高等学校ラグビーフットボール大会として2016年（平成28年）12月27日 - 2017年（平成29年）1月11日に大阪府東大阪市の花園ラグビー場、花園中央公園多目的球技広場で開催された。

### 駅伝大会
駅伝大会は、男子第67回女子第28回全国高等学校駅伝競走大会として2016年（平成28年）12月25日に京都府京都市の京都市西京極総合運動公園陸上競技場、京都市西京極陸上競技場付設マラソンコースで開催された（開会式・表彰式はハンナリーズアリーナで実施）。

#### 概要
- 主催：公益財団法人全国高等学校体育連盟、公益財団法人日本陸上競技連盟、毎日新聞社、京都府、京都府教育委員会、京都市、京都市教育委員会
- 後援：文部科学省、日本放送協会（NHK）
- 主管：公益財団法人全国高等学校体育連盟陸上競技専門部、一般財団法人京都陸上競技協会、京都府高等学校体育連盟

#### 大会記録

##### 入賞校
| 全国高等学校駅伝競走大会 | 全国高等学校駅伝競走大会 | 優勝                | 2位               | 3位                 | 4位                 | 5位               | 6位             | 7位           | 8位           |
| ------------------------ | ------------------------ | ------------------- | ----------------- | ------------------- | ------------------- | ----------------- | --------------- | ------------- | ------------- |
| 2016年 （平成28年）      | 男子第67回大会           | 倉敷 （岡山）       | 佐久長聖 （長野） | 九州学院 （熊本）   | 大分東明 （大分）   | 伊賀白鳳 （三重） | 西脇工 （兵庫） | 世羅 （広島） | 洛南 （京都） |
| 2016年 （平成28年）      | 女子第28回大会           | 薫英女学院 （大阪） | 西脇工 （兵庫）   | 神村学園 （鹿児島） | 筑紫女学園 （福岡） | 成田 （千葉）     | 長野東 （長野） | 豊川 （愛知） | 世羅 （広島） |

##### 区間賞
| 全国高等学校駅伝競走大会 | 全国高等学校駅伝競走大会 | 1区                          | 2区                                  | 3区                                | 4区                           | 5区                                | 6区                      | 7区                          |
| ------------------------ | ------------------------ | ---------------------------- | ------------------------------------ | ---------------------------------- | ----------------------------- | ---------------------------------- | ------------------------ | ---------------------------- |
| 2016年 （平成28年）      | 男子第67回大会           | 名取燎太 （佐久長聖） 29'22" | 松崎咲人 （佐久長聖） 8'06"          | ジョエル・ムァゥラ （倉敷） 23'09" | 前田舜平 （倉敷） 23'01"      | 内田光 （佐久長聖） 8'44"          | 北野太翔 （倉敷） 14'46" | 大藏洋人 （九州学院） 14'35" |
| 2016年 （平成28年）      | 女子第28回大会           | 和田有菜 （長野東） 19'14"   | ヘレン・エカラレ （仙台育英） 12'27" | 村尾綾香 （薫英女学院） 9'32"      | 中島紗弥 （薫英女学院） 9'17" | マータ・モカヤ （大分東明） 15'25" | -                        | -                            |

## プロモーション展開
オリジナルショートムービーとネット配信限定CMを大会開幕前から大会主催者である読売新聞の公式ウェブサイト他で配信し、大会特別協賛社である大塚製薬と人気ラジオ番組である『SCHOOL OF LOCK!』とのコラボレーションで製作しオリジナルショートムービー主題歌兼CMソングアーティストとしてBLUE ENCOUNTの楽曲が起用されることが決定した。